# Nirode Kumar Barooah

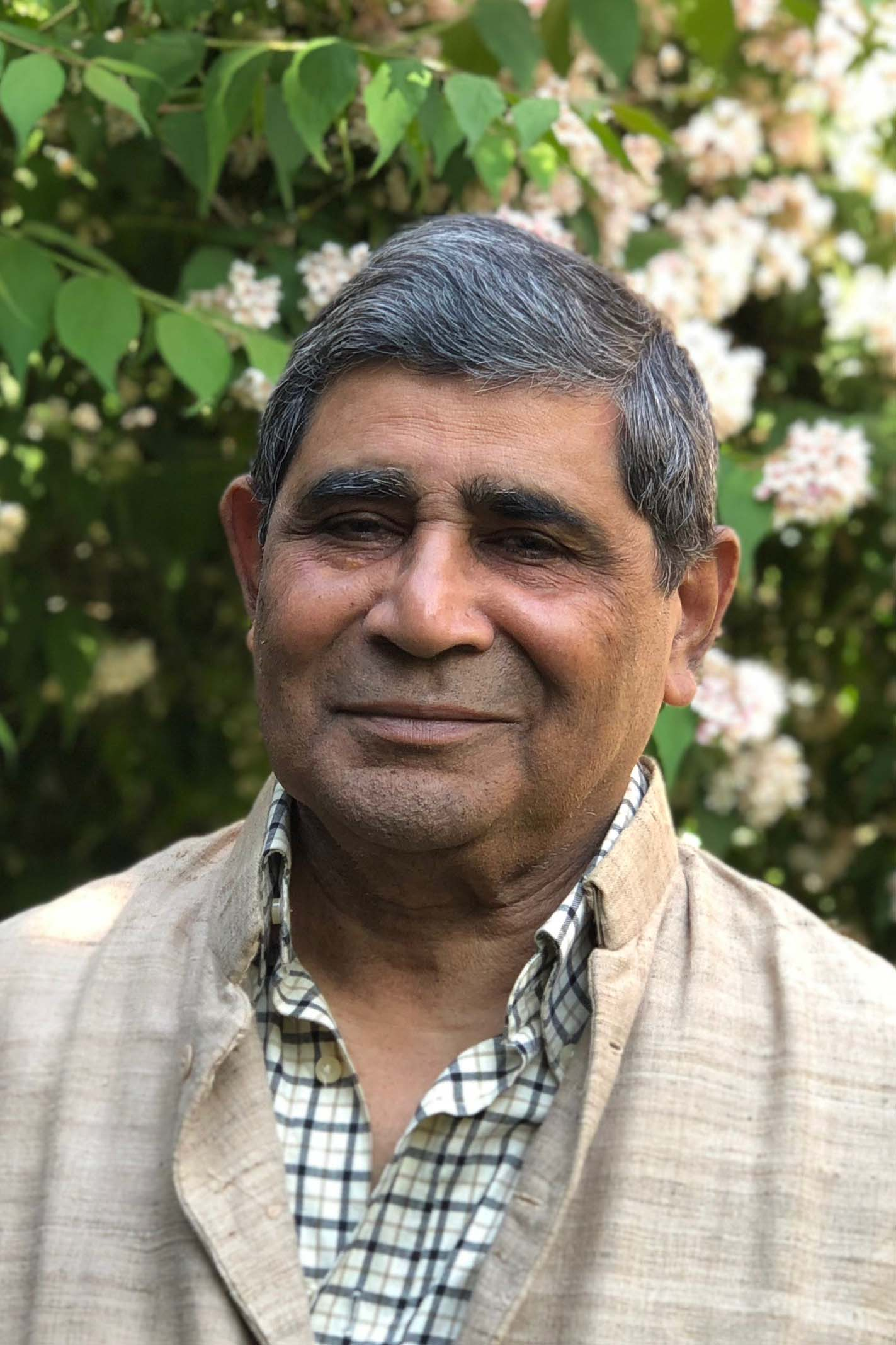
Nirode Kumar Barooah, 2018

Nirode Kumar Barooah (* 1. August 1937 in Nagaon) ist ein indisch-deutscher Historiker, der vor allem zu Themen der deutsch-indischen Beziehungen sowie der modernen indischen Geschichte insbesondere die der britischen Administration im frühen 19. Jahrhundert mit besonderem Fokus auf Nordostindien publiziert. Er ist einer der einflussreichsten Historiker in der Erforschung der Geschichte Assams.

## Leben
Er wurde am 1. August 1937 als Sohn von Kusum Barooah und Dr. Lalit Kumar Barooah geboren. Sein Vater war Mediziner und Mitbegründer der Srimanta Sankar Mission sowie Autor zahlreicher Werke über Volksmedizin, Familienplanung und Kinderbetreuung.
1967 lernte er im Rahmen seiner Tätigkeit als wissenschaftlicher Mitarbeiter an der Universität Heidelberg seine zukünftige Ehefrau Elisabeth Becher kennen. Nach der Heirat im Jahr 1971 verlagerten sie ihren Lebensmittelpunkt nach Köln. Aus seiner Ehe mit Elisabeth gingen zwei Töchter hervor.

## Werdegang
Er begann seine akademische Tätigkeit im Jahr 1955 mit einem Bachelor in Sozialwissenschaften am Cotton College, Guwahati. Anschließend absolvierte er von 1955 bis 1961 seinen Bachelor, Master und Bachelor of Laws an der Universität von Benares.
Im Jahr 1961 ging er als Forschungsstudent für moderne indische Geschichte an die School of Oriental and African Studies in London. Sein Forschungsgebiet waren die Ideen von Verwaltung unter britischer Herrschaft in Indien im frühen 19. Jahrhundert mit besonderem Bezug zu Nordostindien. 1964 promovierte er mit seiner Dissertation über David Scott, einem schottischen Offizier der Ostindien-Kompanie, die 1970 erstmals veröffentlicht wurde und 2015 in einer zweiten, überarbeiteten Auflage erschien.
Von 1965 bis 1971 lehrte er moderne Geschichte an der Universität Delhi. Während seiner Lehrtätigkeit führte er umfangreiche Forschungen über die indische Freiheitsbewegung mit besonderem Bezug zu Assam durch.
Der Umzug nach Deutschland im Jahr 1971 lenkte seine Aufmerksamkeit gleichzeitig auf ein neues Themenfeld: die deutsch-indischen Beziehungen in der Zeit von 1885 bis 1939. Seine folgenden jahrelangen Recherchen in deutschen Archiven ermöglichten es ihm, mehrere Bücher und Forschungsarbeiten auf diesem Gebiet zu veröffentlichen.
In Deutschland arbeitete Barooah als wissenschaftlicher Mitarbeiter an den Universitäten in Bonn und Heidelberg und war viele Jahre als Berater für die Deutsche Gesellschaft für technische Zusammenarbeit tätig.
2021 wurde Nirode Kumar Barooah vom indischen Bundesstaat Assam mit dem Lokapriya Gopinath Bardoloi Preis für nationale Integration und Verdienste für sein umfangreiches Lebenswerk zur Geschichte Assams ausgezeichnet, der ihm am 3. Oktober 2021 durch den indischen Vize-Präsidenten Venkaiah Naidu in Guwahati überreicht wurde.

## Schriften und Forschungsarbeiten
Englisch
- Gopinath Bardoloi: Indian Constitution and Centre-Assam relations, 1940–1950. Publication Board, Assam 1990.

Assamesisch
- Political Life of Dr. Bhubaneswar Barooah, a close friend of Bardoloi and the President of Kamrup District Congress.
- Mohini Kolon Chabi, a critique of the so called Marxists’ Writings on Assam and Bardoloi.
- Bardoloi Dinlekha, Vol. 1 (Tagebücher von Gopinath Bardoloi).
- Bardoloi Dinlekha, Vol. 2 (Tagebücher von Gopinath Bardoloi).
- Ejon Satyagrahir Ranjiti: The Political Life of Bardoloi (Leben eines Satyagrahi).
- Assamia Jathigathanat Gopinath Bardoloi (Bardoloi, der Schöpfer der assamesischen Einheit).
- Mohini Kolar Chabi (Historische Debatten).
- Bhimkarma Doctor Lalit Kumar Barooah (Biographie).
- Ajatsatru Jananeta Bhubaneswar Barooah (Biographie).
- Europiyo Mosaic (Eine Sammlung journalistischer Artikel zu europäischen Themen).
- Poschim Kala (über westliche Kunst).

## Ehrungen und Auszeichnungen
- Lokapriya Gopinath Bardoloi Award for National Integration and National Contribution. Guwahati 2021.